# Баланко Микола Якович
Баланко Микола Якович (* 18 квітня 1956, Лука-Барська, Вінницька область) — видатний український трубач, педагог, заслужений артист України. Соліст симфонічного оркестру Національної опери України ім. Т.Г. Шевченка, професор класу труби  Національної музичної академії України ім. П. І. Чайковського та Київського інституту музики ім. Р.М. Глієра.

## Життєпис
Народився 18 квітня 1956 року в селі Лука-Барська Барського району Вінницької області. Навчався у Вінницькому державному музичному училищі ім. М. Леонтовича (клас В.М. Дербіньова та А.С. Таращенка — 1971-1975рр.) та Одеській державній консерваторії  ім. А.В. Нежданової (клас професора  В.М. Луба –1976-1980 рр.).
Під час навчання працював солістом симфонічних оркестрів Одеської державної філармонії та Одеського державного театру опери та балету. Займався викладацькою діяльністю у Одеській державній консерваторії ім. А.В. Нежданової  (1980-1983 рр.).
За результатом конкурсу у 1982 році був прийнятий на роботу солістом симфонічного оркестру Національної опери України ім. Т.Г. Шевченка. З 1990 року викладач класу труби Київської консерваторії ім. П. І. Чайковського (нині Національна музична академія України ім. П. І. Чайковського). 
Як сольний виконавець гастролював різними містами України, Німеччини та Японії, співпрацював з камерним оркестром «Київські солісти» під керівництвом Народного артиста України Б.А. Которовича. Займався ансамблевою діяльністю в брас-квінтетах, зокрема, в брас-квінтеті «Україна» (1995-1996 рр.). Баланко М. Я. має  фондові записи на українському радіо та телебаченні.
Творча співпраця М.Я. Баланка пов’язана із такими відомими диригентами як — С. Турчак, В. Співаков, В. Кожухар, Р. Кофман, Г. Рождєствєнський, О. Рябов, В. Синайський, О. Тактакішвілі, І. Гамкало, В. Фєдосєєв, тощо.
Його яскрава виконавська манера гри неодноразово була відзначена схвальними відгуками майстрів сцени – Е. Гілельса, В. Співакова, С. Турчака, О. Рябова, Л. Венедиктова, В. Антонова, Б. Которовича та ін. М.Я. Баланко досконало володіє широким діапазоном, тембральним різноманіттям, тонкими динамічними градаціями звучання інструмента. Його виконавська манера вирізняється політністю, віртуозною технікою та глибинним розумінням інтерпретованого твору.
Власні виконавські здобутки М.Я. Баланко успішно впроваджує і в педагогічній практиці. Його студенти, аспіранти та випускники – Ю. Кузьменко, К. Посвалюк, Р. Олексієнко, О. Шевчук, В. Сніцаренко, В. Стьопін, К. Гречанівський, І. Мартинюк, Є. Гореславський, І. Бачинський, О. Баклаженко, Д. Мельничук, С. Нємєрцев, Лю Оумен, Я. Нищота, Ю. Нищота, О. Літвінов, С. Євдокимова, О. Бурак – є лауреатами та переможцями міжнародних, всеукраїнських конкурсів та фестивалів. Продовжили навчання в Європі (Німеччині) Є. Хоменко, В. Стьопін, О. Бурак.
Випускники отримали роботу в провідних мистецьких колективах України – Національній опері України ім. Т.Г. Шевченка, Національній філармонії України, оркестрі Національного хору ім. Г. Верьовки, Національному Президентському, Національному духовому та Державному естрадно-симфонічному оркестрах, Київському муніципальному академічному театрі опери і балету для дітей та юнацтва, Дніпропетровському академічному театрі опери та балету, оркестрах Німеччини і Китаю. Втілюють педагогічні принципи М.Я. Баланка на викладацькій ниві і його учні – в Київській дитячій Академії мистецтв, КССМШ ім. М.В. Лисенка, Полтавському музичному училищі ім. М.В. Лисенка, Тернопільському музичному училищі ім. С. Крушельницької.
М.Я. Баланко активно працює у музичній науково-методичній сфері. Неодноразово запрошувався головою та членом журі на міжнародні музичні конкурси та фестивалі. Систематично проводить майстер-класи у навчальних музичних закладах України. В своїй педагогічній діяльності особливу увагу приділяє популяризації творчості українських композиторів – В. Рунчака, Л. Колодуба, Ж. Колодуб, Є .Станковича, О. Костіна, Г. Ляшенка, тощо.
Майстерно поєднуючи у власній виконавській діяльності традиції українського та європейського виконавського трубного мистецтва, М.Я. Баланко за час педагогічної діяльності сформував власну виконавську  школу, про що свідчить плеяда концертуючих молодих виконавців-трубачів — випускників його класу. 